# Licia Albanese
Pour les articles homonymes, voir Albanese.
 (août 2009).
Si vous disposez d'ouvrages ou d'articles de référence ou si vous connaissez des sites web de qualité traitant du thème abordé ici, merci de compléter l'article en donnant les références utiles à sa vérifiabilité et en les liant à la section « Notes et références ».

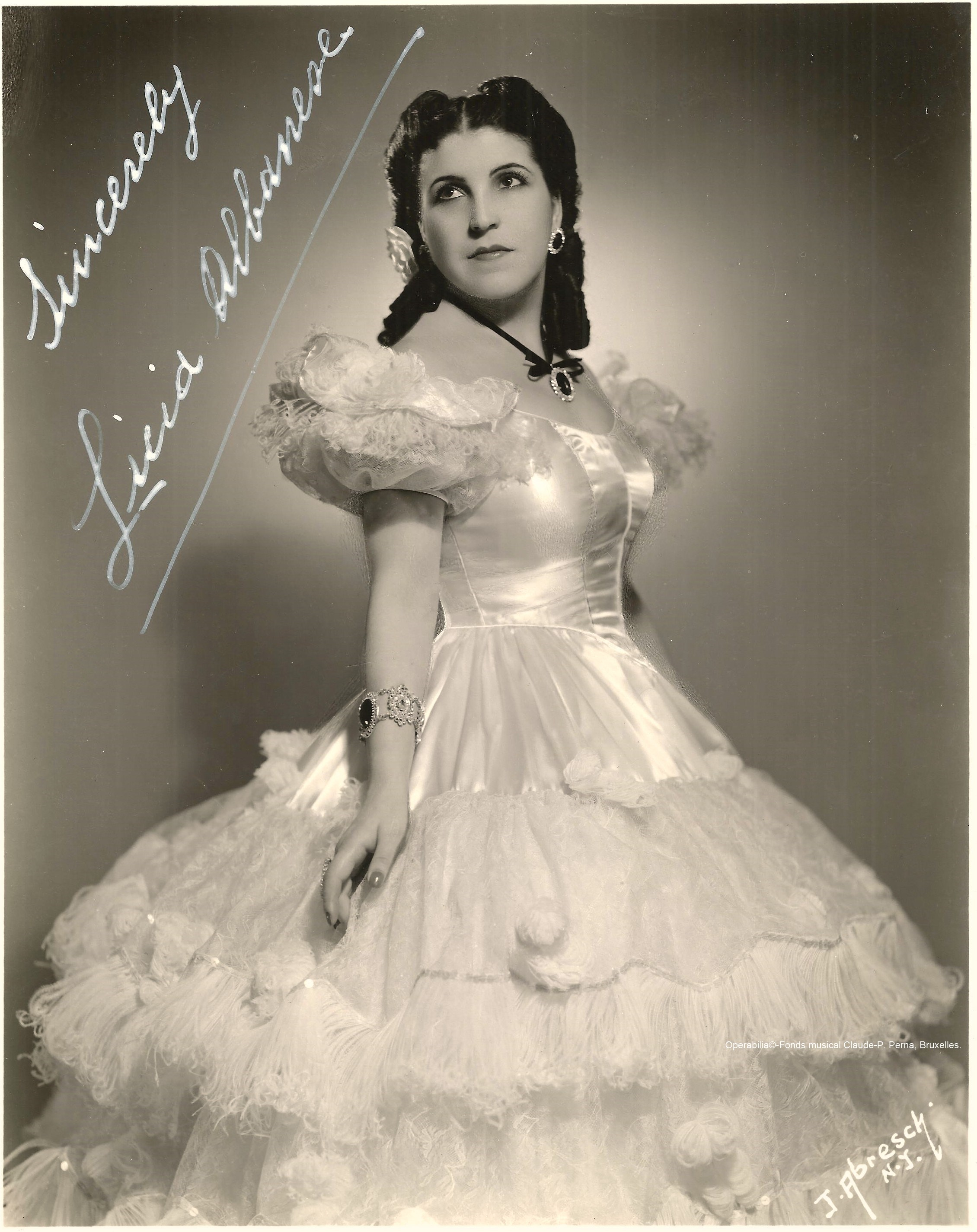
Licia Albansese, Violetta Valéry, La Traviata, Metropolitan Opera, New York

Licia Albanese, née le 22 juillet 1909, à Bari, en Italie et morte le 15 août 2014  à Manhattan dans la ville de New York aux États-Unis, est une soprano italo-américaine mondialement renommée. Elle est présidente de The Licia Albanese-Puccini Foundation, fondée en 1974, dont le but est de soutenir les jeunes chanteurs et artistes.

## Biographie
Licia Albanese fait ses débuts officieux à Milan en 1934, lorsqu'elle remplace une cantatrice absente pour une représentation de Madama Butterfly de Puccini, l'opéra auquel elle restera toujours associée. En 40 ans de carrière, Licia Albanese a interprété plus de 300 fois le rôle de Cio-Cio San. Si elle a remporté des succès avec d'autres personnages comme Mimì ou Violetta, c'est la représentation de la geisha qui est restée la plus populaire. Sa relation avec cette œuvre débute tôt, grâce à l'un de ses professeurs, Giuseppina Baldassare-Tedeschi (1881-1961), soprano italien de premier plan et contemporain du compositeur, qui, au cours de la génération précédente, avait été un promoteur important du rôle-titre.
Il existe une controverse concernant les débuts officiels d'Albanese. Ceux-ci se déroulèrent soit la même année, en 1934, au Teatro Municipale de Bari dans La Bohème, ou à Parme, ou encore à Milan en 1935 dans Madama Butterfly. Fin 1935, elle débute à La Scala dans le rôle de Lauretta, dans Gianni Schicchi. Bientôt, ses interprétations dans Carmen, L'Amico Fritz et Madame Butterfly lui attirent les faveurs du public tant en Italie, en France qu'en Angleterre.
Après ces succès, Licia Albanese monte pour la première fois sur la scène du Metropolitan Opera le 9 février 1940 dans le rôle de Cio-Cio San de Madame Butterfly. Dans toute sa carrière, elle tient ce rôle au MET à 72 reprises. Sa réussite est immédiate, et elle se produit au MET durant 26 saisons, pour 427 représentations dans 16 opéras, interprétant 17 personnages. En 1966, après un désaccord avec le directeur général Rudolf Bing (notamment sur sa prise de rôle de Tosca sur la scène new-yorkaise), elle quitte l'institution sans faire ses adieux. L'objet de cette querelle porte entre autres sur le fait qu'une seule représentation avait été prévue pour elle dans la saison, alors même qu'elle avait tenu quatre rôles l'année précédente.
En 1946, Arturo Toscanini invite Albanese à se joindre aux interprétations qu'il donne de La Bohème et de La Traviata avec le NBC Symphony Orchestra. Ces deux enregistrements intégraux sont publiés sous le label RCA Victor.
En 1959, Albanese a chanté pour des milliers d'auditeurs de radio en collaboration avec Alfredo Antonini, Richard Tucker et des membres de l'Orchestre philharmonique de New York pendant les émissions populaires "Italian Nights" (les "nuits italiennes") du Lewisohn Stadium à New York  City. Elle et ses collègues ont été présentés dans des sélections d'opéras de Giacomo Puccini, y compris: Tosca, La Bohème, Turandot, Manon Lescaut and Madama Butterfly.
Très admirative de Gaetano Merola, le directeur du San Francisco Opera, elle s'y produit lors de 120 représentations entre 1941 et 1961, interprétant 22 rôles différents. Tout au long de sa carrière, elle donne un grand nombre de récitals, concerts, et opéras partout aux États-Unis, certaines de ces représentations ayant lieu dans le cadre d'actions de bienfaisance, notamment pendant les conflits pour les soldats. Elle a aussi sa propre émission de radio hebdomadaire et est invitée régulièrement dans d'autres programmes radiophoniques ou télévisuels.
Licia Albanese a une étoile sur Hollywood Walk of Fame.